# 涅克洛奇湖
55°46′50″N 29°27′27″E / 55.78056°N 29.45750°E
涅克洛奇湖（俄语：Неклочь），是俄羅斯的湖泊，位於該國西北部，由普斯科夫州負責管轄，處於涅韋爾區，面積3平方公里，集水區面積54平方公里，平均水深1.5米，最大水深2.6米。